# Stenotarsia marginicollis
Stenotarsia marginicollis är en skalbaggsart som beskrevs av Ernst Gustav Kraatz 1894. Stenotarsia marginicollis ingår i släktet Stenotarsia och familjen Cetoniidae. Inga underarter finns listade i Catalogue of Life.